# Акбулатовский сельсовет (Татышлинский район)
Акбулатовский сельсовет — муниципальное образование в Татышлинском районе Башкортостана.
Административный центр — село Староакбулатово.

## История
Согласно Закону о границах, статусе и административных центрах муниципальных образований в Республике Башкортостан имеет статус сельского поселения.

## Население
| 2002 | 2009  | 2010  | 2012 | 2013 | 2014 | 2015 |
| ---- | ----- | ----- | ---- | ---- | ---- | ---- |
| 1081 | ↘1034 | ↘1014 | ↘973 | ↘951 | ↘924 | ↘903 |
| 2016 | 2017  | 2018  |      |      |      |      |
| ↘872 | ↘839  | ↘807  |      |      |      |      |

## Состав сельского поселения
| № | Населённый пункт | Тип населённого пункта       | Население |
| - | ---------------- | ---------------------------- | --------- |
| 1 | Староакбулатово  | село, административный центр | ↘426      |
| 2 | Чургулды         | село                         | ↘488      |
| 3 | Савалеево        | деревня                      | ↘100      |

## Известные жители
- Бадрутдинов, Минулла Бадрутдинович  (1901 — 29 сентября 1943) — участник Гражданской и Великой Отечественной войн, Герой Советского Союза (1944)[16][17].
- Саитов, Габдулхай Саитович (3 апреля 1924 — 27 июля 2000) — помощник командира взвода 988-го стрелкового полка (230-я стрелковая дивизия, 5-я ударная армия, 1-й Белорусский фронт) сержант, Герой Советского Союза (1945)[18][19].